# Gorden-Staupitz
Gorden-Staupitz è un comune di 900 abitanti del Brandeburgo, in Germania.

Appartiene al circondario dell'Elba-Elster (targa EE) ed è parte della comunità amministrativa (Amt) di Plessa.

## Storia
Il comune di Gorden-Staupitz venne creato il 31 dicembre 2001 dalla fusione dei comuni di Gorden e di Staupitz.

## Geografia antropica

### Suddivisioni amministrative
Il territorio comunale si divide in 2 zone (Ortsteil), corrispondenti ai due centri abitati uniti nel 2001:
- Gorden
- Staupitz